# Paduniella communis
Paduniella communis is een schietmot uit de familie Psychomyiidae. De soort komt voor in het Oriëntaals gebied.